# Hà Đông
Hà Đông là một quận nội thành cũ của thành phố Hà Nội, Việt Nam.

## Địa lý
Quận Hà Đông nằm ở phía tây nam nội thành của thủ đô Hà Nội, nằm cách trung tâm thành phố khoảng 12 km, có vị trí địa lý: 
- Phía đông giáp huyện Thanh Trì
- Phía tây giáp các huyện Chương Mỹ, Hoài Đức, Quốc Oai
- Phía nam giáp huyện Thanh Oai
- Phía bắc giáp quận Nam Từ Liêm và quận Thanh Xuân.

Trước 2006, diện tích quận là 16 km², dân số 96 nghìn người. Sau khi điều chỉnh địa giới hành chính theo nghị định số 01/2006/NĐ-CP, quận có 4.791,74 ha diện tích tự nhiên và 173.707 nhân khẩu.

## Hành chính
Quận Hà Đông có 15 đơn vị hành chính cấp xã trực thuộc, bao gồm 15 phường: Biên Giang, Đồng Mai, Dương Nội, Hà Cầu, Kiến Hưng, La Khê, Mộ Lao, Phú La, Phú Lãm, Phú Lương, Phúc La, Quang Trung, Vạn Phúc, Văn Quán, Yên Nghĩa.

## Lịch sử
Thời nhà Nguyễn quận Hà Đông nguyên là làng Cầu Đơ thuộc huyện Thanh Oai, phủ Ứng Hòa, tỉnh Hà Nội, có cầu Đơ lợp ngói bắc qua sông Nhuệ. Năm 1888, sau khi phần đất của thành Hà Nội cắt làm nhượng địa cho Pháp, phần còn lại của tỉnh Hà Nội thành lập tỉnh Cầu Đơ, với tỉnh lỵ ở Cầu Đơ. Hiện vẫn còn chợ Cầu Đơ và đình làng Cầu Đơ.

### Những năm đầu thành lập
Năm 1904, tỉnh Cầu Đơ đổi tên thành tỉnh Hà Đông, và tỉnh lỵ Cầu Đơ cũng đổi tên thành thị xã Hà Đông. Tỉnh Hà Đông bao gồm thị xã Hà Đông, các phủ Hoài Đức, Ứng Hòa, Mỹ Đức, Thường Tín, huyện Hoàn Long (nguyên là khu vực ngoại thành Hà Nội). So về diện tích thì tỉnh Hà Đông rộng gấp nhiều lần thành phố Hà Nội. Ngày 6 tháng 12 năm 1904, Toàn quyền Đông Dương ra Nghị định đổi tỉnh Cầu Đơ thành tỉnh Hà Đông và từ đây, cái tên tỉnh Hà Đông bắt đầu xuất hiện. Trước đó, tên Hà Đông chỉ duy nhất xuất hiện trên phạm vi toàn quốc là tên một huyện thuộc tỉnh Quảng Nam (nay là thành phố Tam Kỳ) và tên Hà Đông từng là tên một tỉnh ở miền Bắc nước Trung Hoa.
Tỉnh lỵ Hà Đông chiếm một diện tích nhỏ hẹp khoảng 0.5 km² đất ruộng làng Cầu Đơ thuộc tổng Thanh Oai Thượng (phía nam thuộc tổng Thanh Oai Hạ) và chỉ có 36 suất đinh trong tổng số hơn 1000 người, phần đông là công chức, binh lính và gia đình họ. Một số khác là chủ các hiệu buôn. Qua những tư liệu khai thác được cho thấy, Hà Đông manh nha hình thành từ những năm 1896 - 1899 khi tòa công sứ của Chính phủ Pháp di dời về Cầu Đơ. Lúc này, việc xây dựng và kiến trúc ở tỉnh lỵ Hà Đông đã khởi động: đầu tiên là việc bắc cầu qua sông Nhuệ (cầu Trắng), tiếp đó là việc rải đá đường quốc lộ 6 từ Hà Nội vào Hà Đông và từ Hà Đông đi Hòa Bình, rồi công việc đổ đất xây cất dinh công sứ, dinh tổng đốc rồi lập trường Pháp - Việt ở tỉnh lỵ....Đây là giai đoạn khởi đầu ngổn ngang công trường vật liệu, chứng tỏ sự quyết tâm đầu tư mạnh mẽ của nhà cầm quyền đương thời cho việc xây dựng một thủ phủ cấp tỉnh. Không chỉ xây dựng các con đường như: Legriélle, Bắc Kỳ (nay là đường Lê Trọng Tấn), Hoa Lư (nay là đường Phùng Hưng),... mà Hà Đông còn làm xong đường sắt dành cho xe điện về thôn Thái Hà. Từ năm 1904 - 1910, Sở Công chính tỉnh Hà Đông đã tu bổ những con đường mà hiện nay chúng ta vẫn thường đi qua và tiếp tục xây những chiếc cầu mới một cách giản dị, bền chặt hơn những cầu cũ (mặt cầu làm bằng dầm sắt, chân cầu có cột xây).
Đầu năm 1911 làm nốt con đường xe điện vào Hà Đông, đường tàu điện này có hướng Bờ Hồ - Hà Đông dài 10,36 km, vượt qua cầu Trắng vào tới bãi tre nứa bên sông Nhuệ và chợ gia súc (nay là khu tập thể Nhuệ Giang). Nhờ con đường tàu điện thuận tiện này mà những lò mổ ở Hà Nội, Hải Phòng thường đến mua thịt bò, lợn, trâu ở chợ Đơ tỉnh lỵ Hà Đông.
Năm 1913 tiếp tục làm một cầu bằng bích long dài 60m bắc qua con sông Nhuệ ở cột mốc số 34 đường Hà Nội - Hòa Bình và đặt tên là cầu Mỗ Hội (nay là cầu Mai Lĩnh trên tuyến quốc lộ 6). Năm 1916 làm lại mặt cầu Hà Đông (nay là cầu Đơ Hội) bằng bích long. Năm 1918 mở rộng và sửa lại đường Hà Nội đi Hòa Bình.
Cũng trong thời gian này, Pháp cho lập nhà trường Pháp-Việt, làm lại dinh quan tổng đốc, lập Trường Thư ký tỉnh, xây các nhà thờ huyện Phú Xuyên, Thanh Trì, Thường Tín và Hoài Đức.
Năm 1904, lập chợ Hà Đông. Chợ Hà Đông vốn là chợ làng Đơ xây ba dãy cầu gạch lợp ngói song song với nhau tồn tại mãi đến những năm 80 của thể kỷ XX khi xây 3 nhà chợ lớn lợp mái tôn. Khu vực chợ gia súc mở năm 1904 nay là khu vực Ngân hàng nông nghiệp, Đài phát thanh truyền hình, Viện Kiểm sát nhân dân quận, Trường Mỹ nghệ sơn mài thành phố Hà Nội. Năm 1910 lập nhà thương ở tỉnh lỵ. Năm 1914, xây dựng nhà thờ Thiên Chúa giáo, đây là công trình kiến trúc có niên đại sớm nhất thị xã Hà Đông hiện còn tồn tại. Năm 1918 lập thêm nhà hộ sinh ở nhà thương và trong tỉnh lại đặt ra 19 nhà trạm nữa.
Với hạ tầng kiến trúc tương đối hoàn thiện, Hà Đông là một tỉnh lỵ khá phát triển với những khu phố sầm uất. Vào khoảng những năm 1920, dân số của thị xã có 261 (chưa rõ số người hay suất đinh, nhưng có thể xác định là 261 suất đinh) bao gồm 50 có tên trong sổ hộ tịch và 211 không hộ tịch. Nếu đúng con số 261 là suất đinh thì so với năm 1904 (năm thành lập tỉnh lỵ Hà Đông thì con số suất đinh từ 36) đã tăng lên 261 vào năm 1920. Đó là sự tăng tiến hợp lý và thích hợp trong quá trình hình thành và phát triển Hà Đông ngày ấy. Trước năm 1945 thị xã Hà Đông có rạp Sinel Majestic, có rạp hát Thiêm Xuân Đài và nay là nhà thi đấu Hà Đông trên đường Quang Trung.

### Hà Đông trong hai cuộc chiến tranh (1946–1975)
Năm 1965, 2 tỉnh Hà Đông và Sơn Tây được sáp nhập lại thành tỉnh Hà Tây, và thị xã Hà Đông trở thành tỉnh lỵ của tỉnh Hà Tây. Ngày 15 tháng 9 năm 1969, chuyển xã Kiến Hưng thuộc huyện Thanh Oai và xã Văn Khê thuộc huyện Hoài Đức vào thị xã Hà Đông.

### Hà Đông thời kỳ đổi mới (1976–nay)
Từ ngày 27 tháng 12 năm 1975, Hà Tây và Hòa Bình sáp nhập thành tỉnh Hà Sơn Bình. Thị xã Hà Đông trở thành tỉnh lỵ của tỉnh Hà Sơn Bình, gồm 3 phường: Nguyễn Trãi, Quang Trung, Yết Kiêu và 5 xã: Hà Cầu, Kiến Hưng, Văn Khê, Vạn Phúc, Văn Yên.
Theo Nghị quyết của Quốc hội tại kỳ họp thứ 4 (khoá VI) ngày 29 tháng 12 năm 1978 và Quyết định số 49-CP của Hội đồng Chính phủ ngày 17 tháng 2 năm 1979 về việc điều chỉnh địa giới của một số xã, thị trấn của thành phố Hà Nội, thị xã Hà Đông cùng một số đơn vị hành chính của tỉnh Hà Sơn Bình và Vĩnh Phú được sáp nhập vào Hà Nội (thuộc Hà Sơn Bình có 6 huyện, thị sáp nhập gồm Ba Vì, Sơn Tây, Phúc Thọ, Thạch Thất, Đan Phượng, Hoài Đức). Tuy nhiên, trên thực tế, Hà Đông vẫn thuộc tỉnh Hà Sơn Bình và là tỉnh lỵ. Tình trạng này vẫn duy trì cho đến năm 1991 (khi tái lập tỉnh Hà Tây).
Sau khi chia tách tỉnh Hà Sơn Bình, tái lập tỉnh Hà Tây, tỉnh Hòa Bình, Hà Đông trở lại là tỉnh lỵ tỉnh Hà Tây như cũ. Ngày 23 tháng 6 năm 1994, chia xã Văn Yên thành 2 phường: Văn Mỗ và Phúc La. Ngày 23 tháng 9 năm 2003, chuyển 2 xã Vạn Phúc và Hà Cầu thành 2 phường tương ứng; chuyển xã Yên Nghĩa thuộc huyện Hoài Đức và 2 xã Phú Lương, Phú Lãm thuộc huyện Thanh Oai về thị xã Hà Đông quản lý. Ngày 4 tháng 1 năm 2006, chuyển 2 xã Biên Giang, Đồng Mai thuộc huyện Thanh Oai và xã Dương Nội thuộc huyện Hoài Đức vào thị xã Hà Đông.
Ngày 27 tháng 12 năm 2006, thị xã Hà Đông chính thức trở thành thành phố Hà Đông. Ngày 1 tháng 3 năm 2008, chia phường Văn Mỗ thành 2 phường: Văn Quán và Mộ Lao; chia xã Văn Khê thành 2 phường: La Khê và Phú La. Từ đó, thành phố Hà Đông có 10 phường: Hà Cầu, La Khê, Mộ Lao, Nguyễn Trãi, Phú La, Phúc La, Quang Trung, Vạn Phúc, Văn Quán, Yết Kiêu và 7 xã: Biên Giang, Đồng Mai, Dương Nội, Kiến Hưng, Phú Lãm, Phú Lương, Yên Nghĩa.
Ngày 1 tháng 8 năm 2008, cùng với toàn bộ tỉnh Hà Tây, huyện Mê Linh của tỉnh Vĩnh Phúc và 4 xã: Yên Trung, Yên Bình, Tiến Xuân, Đông Xuân thuộc huyện Lương Sơn, tỉnh Hòa Bình, thành phố Hà Đông được nhập về thủ đô Hà Nội. Ngày 8 tháng 5 năm 2009, Chính phủ Việt Nam ra nghị quyết thành lập quận Hà Đông trực thuộc thủ đô Hà Nội trên cơ sở toàn bộ diện tích, dân số của thành phố Hà Đông và thành lập 7 phường: Biên Giang, Đồng Mai, Dương Nội, Kiến Hưng, Phú Lãm, Phú Lương, Yên Nghĩa trên cơ sở 7 xã có tên tương ứng. Từ đó, Hà Đông trở thành quận nội thành thứ 10 của thủ đô, gồm 17 phường trực thuộc.
Ngày 1 tháng 1 năm 2025, sáp nhập hai phường Nguyễn Trãi và Yết Kiêu vào phường Quang Trung.
Từ đó, quận Hà Đông có 15 phường như hiện nay.

## Kinh tế
Quận Hà Đông có cơ cấu kinh tế chuyển dịch, với tỷ trọng công nghiệp xây dựng chiếm 53,5%, thương mại-dịch vụ-du lịch chiếm 45,5%, nông nghiệp chỉ còn 1,0%. Sản xuất công nghiệp - tiểu thủ công nghiệp đã tiến những bước dài về quy mô, sản lượng, có tốc độ tăng trưởng GDP bình quân 3 năm (2005-2008) đạt 17,7%. Từ tháng 8 năm 2008 đến tháng 8/2009, Giá trị sản xuất công nghiệp và tiểu thủ công nghiệp ngoài quốc doanh của quận Hà Đông đạt gần 1.821 tỷ đồng; tổng thu ngân sách nhà nước đạt 1.964,5 tỷ đồng.

## Xã hội

### Giáo dục
Một số trường Đại học, Học viện và Cao đẳng đóng tại địa bàn Quận Hà Đông:
- Học viện Quân y - 160 đường Phùng Hưng, phường Phúc La
- Học viện Chính trị Quân sự - 124 phố Ngô Quyền, phường Quang Trung
- Đại học Kiến trúc Hà Nội - Đường Trần Phú, phường Văn Quán
- Học viện Công nghệ Bưu chính Viễn thông - Đường Trần Phú, phường Mộ Lao
- Học viện An ninh Nhân dân - 125 đường Trần Phú, phường Văn Quán
- Học viện Y dược học cổ truyền Việt Nam - Số 2 đường Trần Phú, phường Mộ Lao
- Đại học Sư phạm Nghệ thuật Trung ương - Số 18 ngõ 55 đường Trần Phú, phường Văn Quán
- Trường Đại học Kiểm sát Hà Nội - Phường Dương Nội
- Trường Đại học Đại Nam - Số 1 phố Xốm, phường Phú Lãm
- Đại học PHENIKAA
- Cao đẳng Y tế Hà Đông
- Cao đẳng Kinh tế - Kỹ thuật thương mại
- Trường Trung cấp Kinh tế - Tài chính Hà Nội
- Trường Trung cấp Y Hà Nội
- Trường Tiểu học Lê Hồng Phong
- Trường Tiểu học Lê Quý Đôn
- Trường Tiểu Học Trần Đăng Ninh
- Trường Tiểu học Vạn Bảo
- Trường Tiểu học và THCS Hà Nội Thăng Long
- Trường Tiểu học Trần Phú, phân hiệu 2
- Trường Tiểu học La Khê
- Trường Tiểu học Lê Trọng Tấn
- Trường Tiểu học Vạn Phúc
- Trường Tiểu học Văn Khê
- Trường Tiểu học Phú La
- Trường Tiểu học Đoàn Kết
- Trường Tiểu học Dương Nội A
- Trường Tiểu học Đồng Mai 1
- Trường Tiểu học Nguyễn Du
- Trường THCS Biên Giang
- Trường THCS Phú Cường
- Trường THCS Đồng Mai
- Trường THCS Kiến Hưng
- Trường THCS Mỗ Lao
- Trường THCS Phú Lãm
- Trường THCS Phú Lương
- Trường THCS Văn Yên
- Trường THCS Mậu Lương
- Trường THCS Vạn Phúc
- Trường THCS Marie Curie
- Trường THCS Trần Đăng Ninh
- Trường THCS Văn Khê
- Trường THCS Nguyễn Trãi
- Trường THCS Yên Nghĩa
- Trường THCS Văn Quán
- Trường THCS Lê Quý Đôn
- Trường THCS Vạn Phúc
- Trường THCS Dương Nội
- Trường THCS Lê Hồng Phong
- Trường THCS Phú La
- Trường THPT Lê Quý Đôn - Hà Đông
- Trường THPT chuyên Nguyễn Huệ
- Trường THPT Quang Trung - Hà Đông
- Trường THPT Trần Hưng Đạo - Hà Đông
- Trường THPT Xa La
- Trường THPT Hà Đông
- Trường THPT Marie Curie
- Trường THPT Ngô Gia Tự - Hà Đông
- Trường THPT Lê Hồng Phong
- Trường THPT Lê Lợi
- Trường Liên cấp Lomonoxop Tây Hà Nội
- Hệ thống Giáo dục Ban Mai
- Trường Phổ thông Liên cấp H.A.S
- Trường Quốc tế Nhật Bản (JIS)
- Trường Phổ thông Quốc tế Việt Nam (VIS).

### Y tế
Một số bệnh viện đóng tại địa bàn Hà Đông:
- Bệnh viện Quân y 103 - trực thuộc Học viện Quân y
- Bệnh viện Bỏng Quốc gia - trực thuộc Học viện Quân y
- Bệnh viện Đa khoa Hà Đông
- Bệnh viện Công an Hà Nội
- Bệnh viện Nhi thành phố Hà Nội (đang xây dựng tại Yên Nghĩa)
- Bệnh viện Y học Cổ truyền Hà Đông
- Bệnh viện Tuệ Tĩnh
- Bệnh viện Đa khoa 16A Hà Đông
- Bệnh viện Mắt Hà Đông
- Trung tâm Y tế dự phòng Hà Đông.

## Văn hóa
Hà Đông có hơn 200 di tích lịch sử-văn hóa, trong đó có 83 di tích đã được xếp hạng, 47 lễ hội truyền thống, trong năm 2012, ước tính quận Hà Đông đón 52.300 lượt khách, trong đó có 11.750 lượt khách quốc tế.
- Chùa Mậu Lương hay còn gọi là chùa Đại Bi tại phường Kiến Hưng.
- Bia Bà La Khê nổi tiếng với địa chỉ tín ngưỡng dân gian Bia Đức thánh Bà - nơi thờ bà Trần Thị Hiền con gái cụ đô lục sĩ, Dũng quận công Trần Chân.
- Chùa Diên Khánh có tên chữ là Diên Khánh tự thuộc phường La Khê.

Theo Quyết định số 4597/QĐ-UBND về việc phê duyệt Quy hoạch phát triển du lịch thành phố Hà Nội đến năm 2020, định hướng đến năm 2030. Hà Đông là một trong 6 trọng điểm du lịch của Hà Nội. Cụm du lịch Hà Đông và phụ cận: Tập trung ở khu vực quận Hà Đông và các phụ cận. Các sản phẩm du lịch chủ vếu gồm: Du lịch làng nghề; Du lịch nghỉ cuối tuần; Du lịch văn hóa; Du lịch vui chơi giải trí.

### Làng nghề truyền thống
Hà Đông là một vùng đất có truyền thống và văn hóa lâu đời. Trên địa bàn quận có một số làng nghề nghề nổi tiếng sau:
- Vạn Phúc (nay đổi thành phường Vạn Phúc) nằm ở phía bắc của Hà Đông.
- Làng Đa Sỹ nằm ở sát phía

nam trung tâm quận.
- Làng La Khê là một trong bảy làng La thuộc tổng La trước đây.

## Giao thông
Hà Đông là đầu mối của nhiều tuyến đường giao thông quan trọng đi các tỉnh phía Tây Bắc: Hòa Bình, Sơn La, Điện Biên. Hà Đông có vị trí chiến lược cả về chính trị, kinh tế và quân sự. Tuyến đường sắt trên cao Hà Đông - Cát Linh thuộc dự án đường sắt đô thị Hà Nội chạy qua địa bàn quận.
Giao thông của quận Hà Đông rất phong phú. Gồm có quốc lộ 6, quốc lộ 21B, Quốc lộ 21C, vành đai 3,5, vành đai 4... Tuyến đường sắt Bắc Hồng - Văn Điển được xây dựng từ năm 1982 cắt qua quận Hà Đông có 1 nhà ga là ga Hà Đông và giao cắt các tuyến đường như: Lê Trọng Tấn, ĐT72, Quang Trung, Ba La (QL21B). Hiện nay, trên địa bàn quận Hà Đông đã và đang hình thành một số khu đô thị cao cấp như khu đô thị Mỗ Lao, khu đô thị Văn Quán, khu đô thị Văn Khê, khu đô thị An Hưng, khu đô thị Văn Phú, khu đô thị Dương Nội, khu đô thị Đồng Mai, khu đô thị La Khê, khu đô thị Xa La, khu đô thị Geleximco, khu đô thị Lê Trọng Tấn, khu đô thị Kiến Hưng, khu đô thị Park City, khu đô thị Phú Lãm, khu đô thị Phú Lương, khu đô thị Usilk City, khu đô thị Văn La - Văn Khê, khu đô thị Nam La Khê - Bông Đỏ, khu đô thị Yên Nghĩa, khu đô thị Vạn Phúc, khu đô thị TSQ Galaxy, khu chung cư Ngô Thì Nhậm, làng Việt kiều Châu Âu Euroland, khu chung cư Samsora Premier 105, khu chung cư Hyundai Hillstate, khu chung cư TNR Goldsilk Complex,....
Các dự án đường sắt đô thị Hà Nội đi qua địa bàn quận là các tuyến số 2A (Cát Linh - Hà Đông), tuyến số 6 (Nội Bài - Ngọc Hồi), tuyến số 7 (Mê Linh - Ngọc Hồi), trong đó tuyến số 2A chính thức vận hành vào quý IV-2021.

### Hệ thống đường sắt đô thị
■ Tuyến số 2A: (Quận Thanh Xuân) ← Ga Phùng Khoang - Ga Văn Quán - Ga Hà Đông - Ga La Khê - Ga Văn Khê - Ga Yên Nghĩa

### Hệ thống xe buýt

#### Điểm đầu cuối và trung chuyển
- Bến xe Yên Nghĩa (01, 02, 21A, 27, 62, 66, 89, 91, 102, 114, 124, 158, 163, BRT01)
- KĐT Dương Nội (22C)
- KĐT Kiến Hưng (22B)
- Mê Linh Plaza Hà Đông (68)
- KĐT Thanh Hà (85)
- KĐT Đô Nghĩa (105)
- KĐT Mỗ Lao (106)

#### Các tuyến xe buýt hoạt động:
| Tuyến xe buýt                                           | Lộ trình trong khu vực quận Hà Đông |
| ------------------------------------------------------- | --- |
| BRT01(Bến xe Yên Nghĩa - Kim Mã)                        | Bến xe Yên Nghĩa - Quang Trung (Hà Đông) - Lê Trọng Tấn (Hà Đông) - Nguyễn Thanh Bình - Tố Hữu -... |
| 01(Bến xe Gia Lâm - Bến xe Yên Nghĩa)                   | ... - Trần Phú (Hà Đông) - Quang Trung (Hà Đông) - Bến xe Yên Nghĩa |
| 02(Bác Cổ - Bến xe Yên Nghĩa)                           | ... - Trần Phú (Hà Đông) - Quang Trung (Hà Đông) - Bến xe Yên Nghĩa |
| 19(Trần Khánh Dư - Học viện Chính sách và Phát triển)   | ... - Trần Phú (Hà Đông) - Quang Trung (Hà Đông) - Chu Văn An (Hà Đông) - Vạn Phúc (Hà Đông) - Nguyễn Thanh Bình - Dương Nội - Hoàng Tùng -... |
| 21A(Bến xe Giáp Bát - Bến xe Yên Nghĩa)                 | ... - Trần Phú (Hà Đông) - Quang Trung (Hà Đông) - Bến xe Yên Nghĩa |
| 22B(KĐT Kiến Hưng - Bến xe Mỹ Đình)                     | KĐT Kiến Hưng - Hoàng Công - Mậu Lương - Phúc La - Cầu Bươu - Phùng Hưng (Hà Đông) - Trần Phú (Hà Đông) -... |
| 22C(Bến xe Giáp Bát - KĐT Dương Nội)                    | ... - Trần Phú (Hà Đông) - Quang Trung (Hà Đông) - Chu Văn An (Hà Đông) - Vạn Phúc (Hà Đông) - Nguyễn Thanh Bình - Nguyễn Trác - KĐT Dương Nội |
| 27(Bến xe Yên Nghĩa - Nam Thăng Long)                   | Bến xe Yên Nghĩa - Quang Trung (Hà Đông) - Trần Phú (Hà Đông) -... |
| 33(CCN Thanh Oai - Xuân Đỉnh)                           | ... - Nguyễn Trực - Xốm - Ba La - Quang Trung (Hà Đông) - Chu Văn An (Hà Đông) - Vạn Phúc - Tố Hữu -... |
| 37(Bến xe Giáp Bát - Chương Mỹ)                         | ... - Phùng Hưng (Hà Đông) - Tô Hiệu (Hà Đông) - Cầu Đơ - Quang Trung (Hà Đông) - Cầu Mai Lĩnh - Biên Giang - Quốc lộ 6... |
| 39(Công viên Nghĩa Đô - Tứ Hiệp)                        | ... - Trần Phú (Hà Đông) - Phùng Hưng (Hà Đông) -... |
| 57(Nam Thăng Long - KCN Phú Nghĩa I)                    | ... - Đại Mỗ - Vạn Phúc (Hà Đông) - Quang Trung (Hà Đông) - Biên Giang -... |
| 62(Bến xe Yên Nghĩa - Bến xe Thường Tín)                | Bến xe Yên Nghĩa - Quang Trung (Hà Đông) - Cầu Đơ - Tô Hiệu (Hà Đông) - Phùng Hưng (Hà Đông) -... |
| 66(Bến xe Yên Nghĩa - Bến xe Phùng)                     | Bến xe Yên Nghĩa - Quốc lộ 6 - Quang Trung (Hà Đông) - Lê Trọng Tấn (Hà Đông) - Dương Nội - Hoàng Tùng -... |
| 68(Hà Đông - Sân bay Nội Bài)                           | Hà Đông (TTTM Mê Linh Plaza Hà Đông) - Hà Cầu - Cầu Đơ - Quang Trung (Hà Đông) - Trần Phú (Hà Đông) -... |
| 72(Bến xe Yên Nghĩa - Xuân Mai)                         | Bến xe Yên Nghĩa - Cầu Mai Lĩnh - Biên Giang - Quốc lộ 6 -... |
| 85(Công viên Nghĩa Đô - KĐT Thanh Hà)                   | ... - Vũ Trọng Khánh - Nguyễn Văn Lộc - Trần Phú (Hà Đông) - Nguyễn Khuyến (Hà Đông) - Đường 19-5 - Tô Hiệu (Hà Đông) - Cầu Đơ - Hà Cầu - Hoàng Đôn Hòa - Văn Khê - Phúc La - Đường nội bộ KĐT Thanh Hà - KĐT Thanh Hà (cạnh nhà văn hóa KĐT Thanh Hà) |
| 89(Bến xe Yên Nghĩa - Thạch Thất - Bến xe Sơn Tây)      | Bến xe Yên Nghĩa - Quang Trung (Hà Đông) - Chu Văn An (Hà Đông) - Vạn Phúc (Hà Đông) - Đại Mỗ -... - Hữu Hưng - Chùa Tổng -... |
| 91(Bến xe Yên Nghĩa - Kim Bài - Phú Túc)                | Bến xe Yên Nghĩa - Quang Trung (Hà Đông) - Ba La - Phố Xốm - Nguyễn Trực - Quốc lộ 21B -... |
| 102(Bến xe Yên Nghĩa - TT Vân Đình)                     | Bến xe Yên Nghĩa - Quang Trung (Hà Đông) - Cầu Mai Lĩnh - Biên Giang - Quốc lộ 6 -... |
| 103A(Bến xe Mỹ Đình - Hương Sơn)                        | ... - Vũ Trọng Khánh - Nguyễn Văn Lộc - Trần Phú (Hà Đông) - Phùng Hưng (Hà Đông) - Cầu Bươu - Phúc La - Đường trục nam Hà Nội (Cienco 5) -... |
| 103B(Bến xe Mỹ Đình - Hồng Quang (Ứng Hòa) - Hương Sơn) | ... - Vũ Trọng Khánh - Nguyễn Văn Lộc - Trần Phú (Hà Đông) - Quang Trung (Hà Đông) - Ba La - Phố Xốm - Nguyễn Trực - Quốc lộ 21B -... |
| 105(Đô Nghĩa - Cầu Giấy)                                | Đô Nghĩa - Yên Lộ - Nguyễn Trác - Lê Trọng Tấn (Hà Đông) - Quang Trung (Hà Đông) - Cầu Đơ - Tô Hiệu (Hà Đông) - Lê Lợi (Hà Đông) - Hoàng Trình Thanh - Đa Sĩ - Phúc La - Cầu Bươu - Phùng Hưng (Hà Đông) - Trần Phú (Hà Đông) -...                     |
| 106(KĐT Mỗ Lao - TTTM AEON MALL Long Biên)              | KĐT Mỗ Lao - Vũ Trọng Khánh - Nguyễn Khuyến (Hà Đông) - Nguyễn Sơn Hà - Phùng Hưng (Hà Đông) -... |
| 114(Bến xe Yên Nghĩa - Miếu Môn)                        | Bến xe Yên Nghĩa - Quốc lộ 6 - Quang Trung (Hà Đông) - Biên Giang -... |
| 124(Bến xe Yên Nghĩa - Chúc Sơn - Kim Bài)              | Bến xe Yên Nghĩa - Quốc lộ 6 - Quang Trung (Hà Đông) - Biên Giang -... |
| 158(Bến xe Yên Nghĩa - Khu đô thị Đặng Xá)              | Bến xe Yên Nghĩa - Quốc lộ 6 - Quang Trung (Hà Đông) - Văn Khê - Phúc La -... |
| 163(Bến xe Yên Nghĩa - Hà Đông)                         | Bến xe Yên Nghĩa - Quốc lộ 6 - Quang Trung (Hà Đông) - Cầu Mai Lĩnh - Biên Giang - Phượng Bãi -... |
| E04(Vinhomes Smart City - Vincom Long Biên)             | ... - Vạn Phúc (Hà Đông) - Chu Văn An (Hà Đông) - Quang Trung (Hà Đông) - Trần Phú (Hà Đông) -... |
| E06(Bến xe Giáp Bát - Vinhomes Smart City)              | ... - Trần Phú (Hà Đông) - Quang Trung (Hà Đông) - Lê Trọng Tấn (Hà Đông) - Dương Nội - Hoàng Tùng -... |

### Đường phố
Trong danh sách dưới đây, có một số đường phố có tên trùng với các đường phố của các quận nội thành khác do trước đây các đường phố này thuộc địa phận tỉnh Hà Tây cũ và do chính quyền tỉnh cũ đặt
- 19-5
- An Hòa
- Ao Sen
- Ba La
- Bà Triệu
- Bắc Lãm
- Bạch Thái Bưởi
- Bế Văn Đàn
- Biên Giang
- Bùi Bằng Đoàn
- Cao Thắng
- Cầu Am
- Cầu Đơ
- Chiến Thắng
- Chu Văn An
- Chùa Tổng
- Cù Chính Lan
- Cửa Quán
- Đa Sĩ
- Đại An
- Đại Mỗ
- Đinh Tiên Hoàng
- Đồng Dâu
- Động Lãm
- Dương Lâm
- Dương Nội
- Hà Cầu
- Hà Trì
- Hạnh Hoa
- Hồ Học Lãm
- Hoàng Công
- Hoàng Diệu
- Hoàng Đôn Hòa
- Hoàng Hoa Thám
- Hoàng Trình Thanh
- Hoàng Tùng
- Hoàng Văn Thụ
- Hữu Hưng
- Huyền Kỳ
- Huỳnh Thúc Kháng
- La Dương
- La Nội
- Lê Hồng Phong
- Lê Hữu Trác
- Lê Lai
- Lê Lợi
- Lê Quý Đôn
- Lê Trọng Tấn
- Lụa
- Lương Ngọc Quyến
- Lương Văn Can
- Lý Thường Kiệt
- Lý Tự Trọng
- Mậu Lương
- Minh Khai
- Mộ Lao
- Nghĩa Lộ
- Ngô Đình Mẫn
- Ngô Gia Khảm
- Ngô Gia Tự
- Ngô Quyền
- Ngô Thì Nhậm
- Ngô Thì Sĩ
- Nguyễn Công Trứ
- Nguyễn Du
- Nguyễn Khuyến
- Nguyễn Sơn Hà
- Nguyễn Thái Học
- Nguyễn Thanh Bình
- Nguyễn Thị Minh Khai
- Nguyễn Thượng Hiền
- Nguyễn Trác
- Nguyễn Trãi
- Nguyễn Trực
- Nguyễn Văn Lộc
- Nguyễn Văn Luyện
- Nguyễn Văn Trỗi
- Nguyễn Viết Xuân
- Nhân Trạch
- Nhuệ Giang
- Nông Quốc Chấn
- Phan Bội Châu
- Phan Chu Trinh
- Phan Đình Giót
- Phan Đình Phùng
- Phan Huy Chú
- Phan Kế Toại
- Phú La
- Phú Lương
- Phúc La
- Phùng Hưng
- Phượng Bãi
- Quang Lãm
- Quang Trung
- Quyết Thắng
- Tản Đà
- Tây Sơn
- Thanh Bình
- Thành Công
- Thanh Lãm
- Thượng Mạo
- Tiểu Công Nghệ
- Tô Hiến Thành
- Tô Hiệu
- Tố Hữu
- Tống Tất Thắng
- Trần Hưng Đạo
- Trần Nhật Duật
- Trần Phú
- Trần Văn Chuông
- Trinh Lương
- Trưng Nhị
- Trưng Trắc
- Trương Công Định
- Văn Khê
- Văn La
- Văn Nội
- Văn Phú
- Vạn Phúc
- Văn Phúc
- Văn Quán
- Văn Yên
- Võ Thị Sáu
- Vũ Trọng Khánh
- Vũ Văn Cẩn
- Xa La
- Xốm
- Ỷ La
- Yên Bình
- Yên Lộ
- Yên Phúc
- Yết Kiêu

## Danh nhân
Vốn là vùng đất tú quý danh hương, lại gần kinh kỳ, nên xưa, nay vùng đất Hà Đông cũng đã xuất hiện nhiều bậc hiền tài, thi thố đỗ đạt đại khoa thời phong kiến hoặc nổi tiếng là nhà văn, nhà thơ, nhà khoa học, nhà quân sự lỗi lạc thời hiện đại. Có thể kể ra đây một vài nhân vật tiêu biểu:
- Nguyễn An: Tổng Công trình sư Tử Cấm Thành, Bắc Kinh
- Ngô Duy Viên
- Nguyễn Duy Nghi
- Ngô Duy Trùng
- Lê Đăng Cử
- Hoàng Đôn Hòa
- Trịnh Đôn Phác
- Trần Khắc Minh
- Hoàng Nghĩa Phú: Trạng nguyên năm 1511 thời Hậu Lê
- Hoàng Du
- Lê Hoàng Vĩ
- Lê Trọng Dĩnh
- Trình Thanh
- Nguyễn Dy Quyết
- Tô Hoài: Nhà văn nổi tiếng trong giới văn học Việt Nam, có nhiều tác phẩm viết cho trẻ em, điển hình là Dế mèn phiêu lưu ký
- Nguyễn Tông
- Nguyễn Vũ
- Nguyễn Thước
- Lương Lê
- Nguyễn Giác
- Lưu Hy
- Nguyễn Trang
- Bạch Thái Bưởi
- Lê Trọng Tấn
- Nguyễn Văn Hiệu: Nhà vật lý nổi tiếng của Việt Nam
- Hồ Phương
- Xuân Quỳnh: Nhà thơ nữ nổi tiếng của Việt Nam, sinh năm 1942
- Nguyễn Văn Tố: Trưởng ban Thường trực Quốc hội (1/1946-11/1946), Đại biểu Quốc hội khóa 1